# Альма Задіч
Альма Задіч (нар. 24 травня 1984) — австрійський юрист та політик. Міністр юстиції у другому уряді Курца з 7 січня 2020 року.

## Раннє життя, освіта та рання кар'єра
У 1994 році під час війни в Боснії, Задіч втекла в Австрію з батьками і вони оселилися у Відні. Альма була записана мусульманкою, але сама вона заперечує будь-яку релігійну приналежність.
Навчалася в США (Колумбійський університет у Нью-Йорку), Італії та Нідерландах. Будучи студенткою, вона працювала молодшим юридичним науковим співробітником Міжнародної організації з міграції (МОМ) у Відні та стажером у Міжнародному кримінальному трибуналі по колишній Югославії в Гаазі.
До приходу в політику, Задіч працювала старшим науковим співробітником в Лондонській штаб-квартирі багатонаціональної юридичної фірми Freshfields Bruckhaus Deringer.

## Політична кар'єра та суперечки
Задіч балотувалася від Австрійської партії зелених на австрійських парламентських виборах 2019 року та була обраною до Національрату.
У листопаді 2019 року Альму Задіч було визнано винною у наклепі та оштрафовано на 700 євро кримінальним судом у Відні.
7 січня 2020 року Альма Задіч, разом із трьома іншими однопартійцями, присягнула президенту Австрії Александеру ван дер Беллену, як міністр юстиції в коаліційному уряді Себастьяна Курца, відповідно до коаліційної угоди Австрійської народної партії Курца з Партією Зелених Вернера Коглера, який виконує функції віце-канцлера.